# Жумахан Балапанов
Жумаха́н Балапа́нов (каз. Жұмахан Балапанов) — село у складі Алакольського району Жетисуської області Казахстану. Адміністративний центр і єдиний населений пункт Кизилащинського сільського округу.
У радянські часи село мало назву Кизилащі, до 2005 року мало назву Кизилаша.
Населення — 1717 осіб (2021; 1696 у 2009, 1958 у 1999, 2337 у 1989).